# 安元佳奈
安元 佳奈（やすもと かな、1987年2月1日 - ）は、大分放送（OBS）の元アナウンサーである。

## 人物
大分県日田市出身。大分県立日田高等学校、西南学院大学文学部卒業後、2009年にアナウンサーとして舘原美幸、久長美奈子と共にOBSに入社。
高校では放送部に所属し、2004年の第51回NHK杯全国高校放送コンテスト・決勝で入選。大学では、所属していたサークルでイベントのMCなどを務めた。
2012年5月27日に、“水郷ひた”観光親善大使に就任した。同じく日田出身で“水郷ひた”観光親善大使を務めるTBSアナウンサーの江藤愛は高校の先輩。
2018年3月末でOBSを退社。退社後もかぼすタイムの出演は継続していた。

## 過去の担当・出演番組
テレビ
- JNNふるさと紀行「天領・水郷の町〜大分県日田市」（2012年2月26日、BS-TBS） - 江藤愛と共演[7][8]
- やすまるch（土）[9]
- かぼすタイム（土）[1]
- OBSニュース

ラジオ
- 日曜アナラジ（日）[10]
- えんぴつの詩（月～金）[10]
- OBSラジオ図書館（土）[11]
- おはなしの森[11]
- ラジオ介護相談室（水）[12]
- 守ろう!生かそう!世界農業遺産（第2土）[12]
- Dr錦織が教えます!おなかの病気あれこれ（月）[2]
- イチスタ☆（木・金）[2]
- おはようサンデー 安元佳奈のもっと×2教えて！農業（日）[2]
- OBSニュース